# Angelphytum
- Commons
- Wikispecies

Angelphytum G. M. Barroso é um género botânico pertencente à família Asteraceae.

## Espécies
- Angelphytum apense
- Angelphytum arnottii
- Angelphytum aspilioides
- Angelphytum bahiense
- «Lista completa»